# Mongolisch-polnische Beziehungen
Die Mongolisch-polnische Beziehungen sind die außenpolitischen Beziehungen zwischen der Mongolei und Polen. Beide Staaten verbindet eine lange Geschichte und zur Zeit der Goldenen Horde eine gemeinsame Grenze.
Die mongolisch-polnischen Beziehungen reichen zurück bis ins Mittelalter. Im 13. Jahrhundert kam es drei Mongoleneinfällen in Polen, von denen der erste mit der Schlacht bei Liegnitz 1241 endete. Benedictus Polonus nahm 1245–1247 an einer diplomatischen Mission zum Khan teil und beschrieb das Mongolenreich in der Chronik Historia Tartarorum. Beide Staaten erlangten im 20. Jahrhundert ihre Unabhängigkeit. Seit 1950 bestehen diplomatische Beziehungen zwischen beiden Ländern. 
Polen besitzt eine Botschaft in Ulaanbaatar und ein Honorarkonsulat in Erdenet. Die Mongolei hat eine Botschaft in Warschau und ein Honorarkonsulat in Krakau.